# Stefan Barciński
Stefan Barciński (ur. 1878, zm. 23 sierpnia 1939 w Łodzi) ─ przemysłowiec łódzki.

## Życiorys
Był synem Salomona Barcińskiego (1850–1902) i Róży (Ruchli) Birnbaum, bratem Henryka i Marcelego.
Zajmował ważne stanowiska (tuż przed śmiercią był wiceprezesem zarządu) w rodzinnej spółce akcyjnej „Przemysł Wełniany S. Barciński i S-ka” przy ul. Tylnej w Łodzi. Był współzałożycielem i przez 25 lat członkiem zarządu Związku Przemysłu Włókienniczego w Państwie Polskim (siedziba: Łódź, al. T. Kościuszki 33/35). Był członkiem zarządu Banku Handlowo-Przemysłowego w Łodzi SA, Komitetu Giełdowego w Łodzi, Rady Łódzkiego Towarzystwa Wzajemnego Kredytu oraz członkiem Łódzkiej Miejscowej Rady Opiekuńczej.
W czasie I wojny światowej był członkiem Komitetu Obywatelskiego m. Łodzi w latach 1914–1915. Udzielał się bezinteresownie w Stowarzyszeniu Techników oraz w łódzkim Oddziale Polskiego Czerwonego Krzyża (PCK), gdzie w latach 1919–1928 pełnił funkcję skarbnika.
Pochowany został na Cmentarzu Żydowskim przy ul. Brackiej w Łodzi.
Na terenach fabryki Barcińskich zbudowano w latach 2005–2010 lofty i apartamentowce nazwane „Barciński Park”.